# شاهنشاه زاکاریان
شاهنشاه زاکاریان (گرجی: შანშე მხარგრძელი)(به ارمنی: Շահնշահ Ա) عضو خاندان زاکاریان ارمنی و یک مقام دولتی پادشاهی گرجستان بود که مقام امیر سپه سالار (فرمانده کل ارتش گرجستان) را در اختیار داشت. او پسر زاکاره دوم زاکاریان و پدر زاکاره سوم زاکاریان بود که در محاصره بغداد در سال ۱۲۵۸ شرکت کرد.

## زندگی‌نامه
او در سال ۱۱۹۷ متولد شد. او پسر زاکاره دوم زاکاریان بود. او ۵ ساله بود که پدرش درگذشت و توسط دایی‌اش آتابگ ایوان بزرگ شد و دایی او زاکاریان را ترغیب کرد که به مذهب مسیحیت خلقیدونی گرایش پیدا کند.
نام تعمیدی او سرگیس بود، سپس عنوان شاهنشاه آنی (شاهنشاه شهر باستانی آنی) به نام او داده شد همان‌طور که این عنوان از پدرش به ارث رسیده بود.
شاهنشاه زاکاریان، در حالی که فرماندار آنی بود، در ساخت صومعه‌ها و کلیساها فعال بود. کلیسای سنت ایلیا کیزکاله را در آنی ساخت؛ او این کلیسا را بین سال‌های ۱۲۱۲ تا ۱۲۱۳ ساخت و به اسم خود وقف کرد. کلیسای کلیسای تیگران هوننتس آنی نیز تحت حکومت او توسط یک تاجر ارمنی در سال ۱۲۱۵ وقف شد.
روبروک، فرستاده فوق‌العاده شاه لوئی نهم فرانسه به خان امپراتوری مغول، در سال ۱۲۵۵ در یکی از املاک ارمنی شاهنشاه اقامت داشت. روبروک شاهنشاه را به عنوان یک لرد بزرگ فئودال و مالک ۱۵ شهر توصیف کرده است.
در زمان تهاجم مغول‌ها به گرجستان در بین سال‌های ۱۲۳۸ تا ۱۲۳۹، ملکه روسودان مجبور شد تفلیس را به مقصد کوتایسی ترک کند و شرق گرجستان تحت کنترل آتابگ آوگ زاکاریان، شاهنشاه زاکاریان و فرمانروای کاختی، اگرسلان باکورتسیکلی قرار گرفت. ژنرال مغول، توغتا، از سوی چغتای به حمله به نیروهای آوگ در دژ کایان فرستاده شد. پس از مقاومت کوتاه، آوگ تسلیم شد و موافقت کرد که به مغول‌ها مالیات بپردازد و اجازه دهد نیروهایش به ارتش مغول ملحق شوند. نیروهای مشترک به سوی آنی، پایتخت ارمنستان که توسط شاهنشاه زاکاریان دفاع می‌شد، حرکت کردند، اما در نهایت شهر تسخیر و ویران شد. پس از این جنگ فاجعه‌بار در بین سال‌های ۱۲۳۸ تا ۱۲۳۹، ارمنیان و گرجیان با مغول‌ها صلح کردند و توافق کردند که مالیات بپردازند و نیروهای مغول را تأمین کنند این صلح در معاهده گرجی-مغولی در سال ۱۲۳۹ برقرار شد.

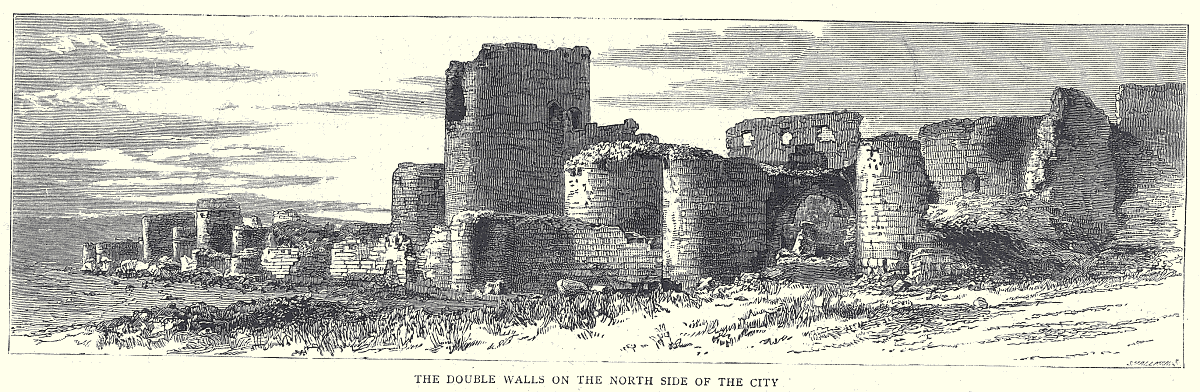
دیواره‌های دوگانه آنی

در بین سال‌های ۱۲۵۹ تا ۱۲۶۰، شاهنشاه زاکاریان در محاصره میافارقین که توسط مغول‌ها رهبری می‌شد، شرکت کرد، او در این محاصره همراه با شاهزاده ارمنی پرویش خاگبکیان و آواگ زاکاریان بود.
در سال ۱۲۶۱ زاکار سوم زاکاریان، پسر شاهنشاه، توسط مغول‌ها اعدام شد، در حالی که شاهنشاه آزاد شد. او در سال ۱۲۶۱ به دلیل غم ناشی از اعدام پسرش درگذشت و در صومعه کوبایر دفن شد. فرزند او برج ناقوس و مقبره‌ای در مرکز صومعه کوبایر برای او ساخت.

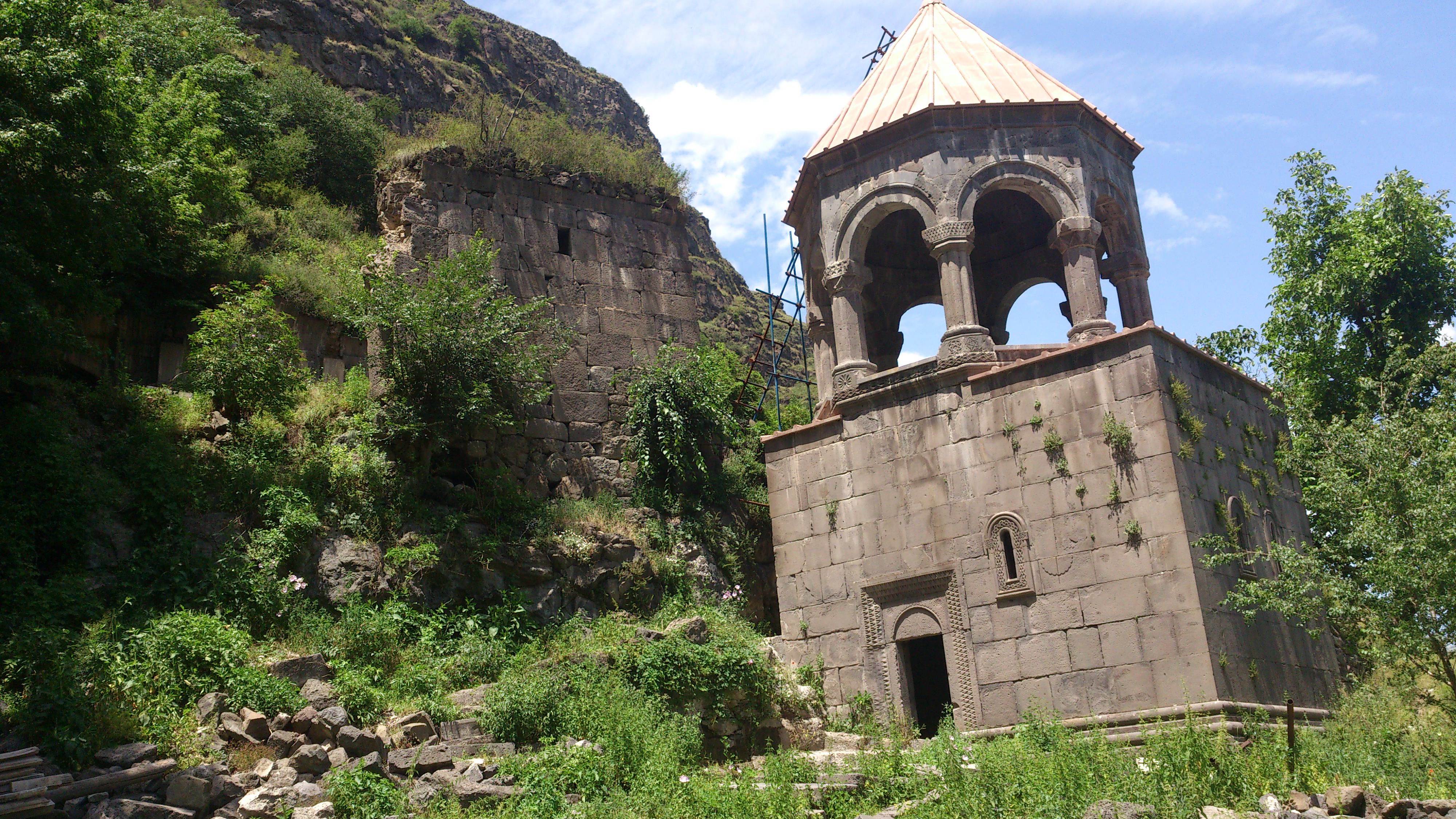
برج ناقوس صومعه کوبایر که مقبره شاهنشاه زاکاریان در آن قرار دارد.
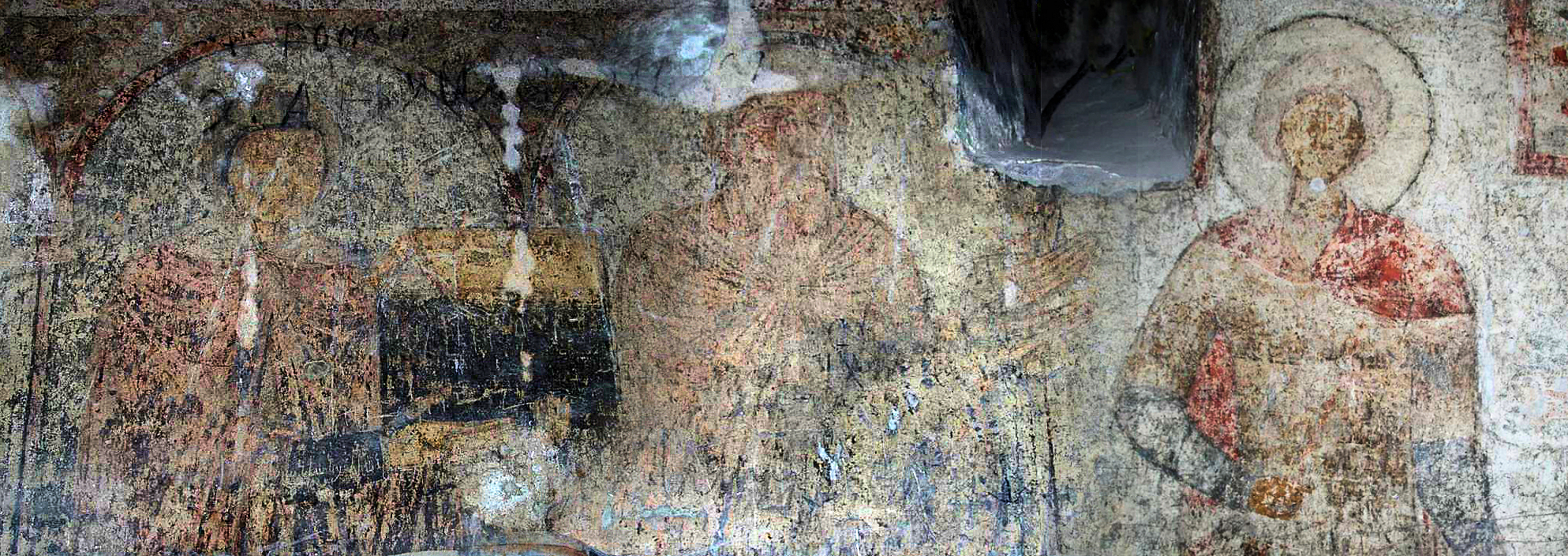
این تصویر احتمالاً نقاشی دیواری از شاهنشاه زاکاریان (وسط) و همسرش وانی (چپ) به عنوان اهداکنندگان، همراه با یکی از بستگان در لباس نظامی (راست)، در صومعه کوبایر است.

## خانواده
همسر او وانی نام داشت. فرزندان شاهنشاه زاکاریان عبارت بودند از: آرتاشیر (اردشیر)، زاکار سوم (امیر سپه سالار گرجستان)، آوگ-سرگیس سوم (منداتورتوخوتسسی و امیر سپه سالار گرجستان)، ایوانه دوم (منداتورتوخوتسسی گرجستان)، زاکاریان، آغبوغا و بری جورج که راهبی بود که صومعه کوبایر را برای مقبره پدش ساخت.